# Macula (oculistica)
La macula (detta formalmente macula lutea) è la zona centrale della retina dell'occhio umano, la più sensibile agli stimoli luminosi. Ha forma ovale e si trova vicino al centro della retina dell'occhio umano e di altri animali. La macula nell'uomo ha un diametro di circa 5,5 mm ed è suddivisa in fovea e foveola. La macula anatomica di 5,5 mm è molto più grande della macula clinica che, con 1,5 mm, corrisponde alla fovea anatomica.
La macula è responsabile della visione a colori ad alta risoluzione, che è possibile solo in condizioni di buona illuminazione. Questo tipo di visione è compromessa se la macula è danneggiata, ad esempio in caso di degenerazione maculare. La macula clinica è osservata dalla pupilla, in oftalmoscopia o attraverso la fotografia retinica.

## Etimologia
Il termine macula lutea deriva dal latino macula, macchia, e lutea, gialla.

## Anatomia

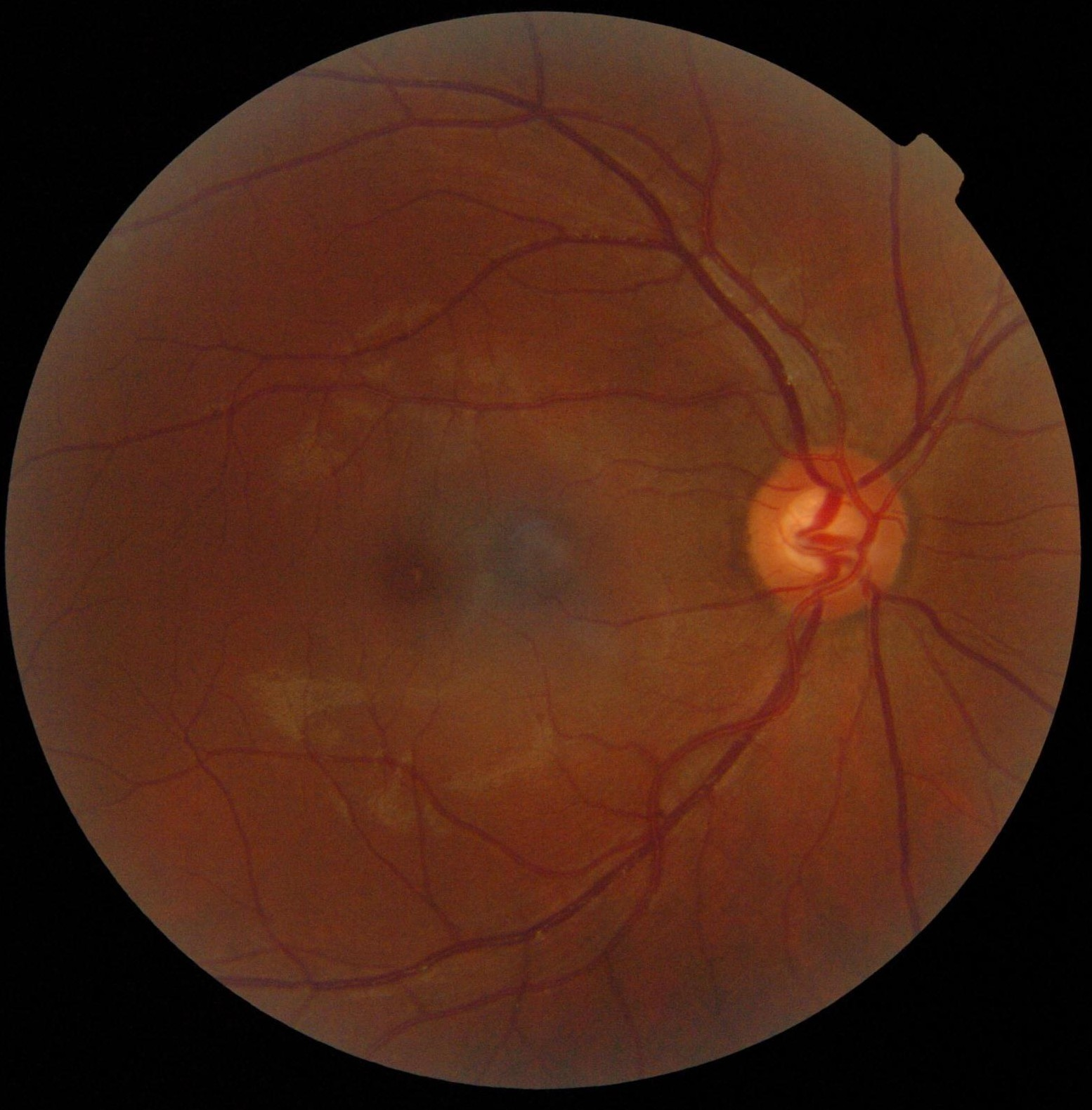
Retinografia

All'esame oftalmoscopico la macula si presenta come una 'macchia' di forma ovale ad asse orizzontale maggiore, di colore più scuro rispetto alle regioni circostanti. Essa occupa la porzione laterale del fondo oculare, mentre la papilla ottica è a essa mediale. Topograficamente all'interno della macula si riconoscono altre due regioni concentriche, la fovea e la foveola, caratterizzate da un ulteriore aumento della quantità di coni e da una progressiva inclinazione di questi ultimi, che assumono una posizione quasi orizzontale. Questo fa sì che i recettori abbiano una migliore esposizione ai raggi luminosi. Mentre i coni sono più abbondanti a livello maculare, i bastoncelli sono invece predominanti nella periferia retinica. I primi sono responsabili della percezione dei colori e consentono l'acutezza visiva, mentre i secondi sono sensibili al movimento e vengono impiegati soprattutto per vedere in condizioni di scarsa luminosità (ad esempio all'imbrunire, quando i colori non si percepiscono più).

## Funzione
La macula è la parte della retina preposta alla visione distinta e alla percezione dei dettagli.
Si tratta della regione con più elevata densità di fotorecettori (in questo caso principalmente i coni), cellule nervose fotosensibili deputate alla trasformazione dell'energia luminosa in impulsi elettrici. Questi ultimi partono dalla retina e viaggiano attraverso il nervo ottico, giungendo infine al cervello (in particolare nel lobo occipitale, collocato nella zona posteriore della testa), dove vengono interpretati come informazioni visive (immagini).
In dettaglio, il normale occhio umano contiene tre diversi tipi di coni, con diversi intervalli di sensibilità spettrale. Il cervello combina i segnali dei coni vicini per distinguere i diversi colori. Esiste un solo tipo di bastoncelli, che sono più sensibili dei coni. In condizioni di scarsa illuminazione i fotorecettori dominanti attivi sono i bastoncelli, per questo motivo, al buio, in assenza delle informazioni fornite dai coni, è impossibile discriminare i colori. Nella fovea centrale predominano i coni e sono presenti ad alta densità. La macula è quindi responsabile della visione centrale, ad alta risoluzione, che è possibile solo in buone condizioni di illuminazione. Questo tipo di visione è compromessa se la macula è danneggiata, ad esempio nella degenerazione maculare.
Poiché la macula è di colore giallo, assorbe l'eccesso di luce blu e ultravioletta che entra nell'occhio e agisce come una protezione solare naturale. Il colore giallo deriva dal suo contenuto di luteina e zeaxantina, che sono i carotenoidi delle xantofille gialle, derivati dalla dieta. La zeaxantina predomina alla macula, mentre la luteina predomina in altre zone della retina. Luteina e zeaxantina sono gli unici carotenoidi in grado di prevenire la degenerazione maculare senile, attraverso tre meccanismi: assorbendo la luce di colore blu, disattivando i radicali liberi o aumentando la stabilità delle membrane cellulari. Una formulazione di 10 mg di luteina e 2 mg zeaxantina ha dimostrato di avere il potere di ridurre il rischio di degenerazione maculare correlata all'età, sebbene questi carotenoidi non abbiano dimostrato di prevenire la malattia..

## Patologia
La macula può essere osservata dalla pupilla, in oftalmoscopia o attraverso la fotografia retinica.
La perdita della visione periferica può passare inosservata per diverso tempo, mentre il danno alla macula si traduce in una perdita della visione centrale, che di solito è percepita immediatamente. La progressiva distruzione della macula è nota come degenerazione maculare e può portare alla creazione di un buco maculare. I buchi maculari possono essere causati raramente da un trauma, in seguito alla rottura dei vasi sanguigni.
L'input visivo dalla macula occupa una parte sostanziale della capacità visiva del cervello. Di conseguenza, alcune forme di perdita del campo visivo che si verificano senza coinvolgere la macula sono chiamate risparmio maculare (ad esempio, il test del campo visivo potrebbe dimostrare l'emianopsia omonima con sparring maculare).
In caso di ischemia occipitoparietale e conseguente occlusione dell'arteria cerebrale posteriore, i pazienti possono mostrare cecità corticale dovuta al danneggiamento parziale della macula. La cecità non è totale grazie alla circolazione collaterale offerta ai tratti maculari dall'arteria cerebrale media.